# Holtorf

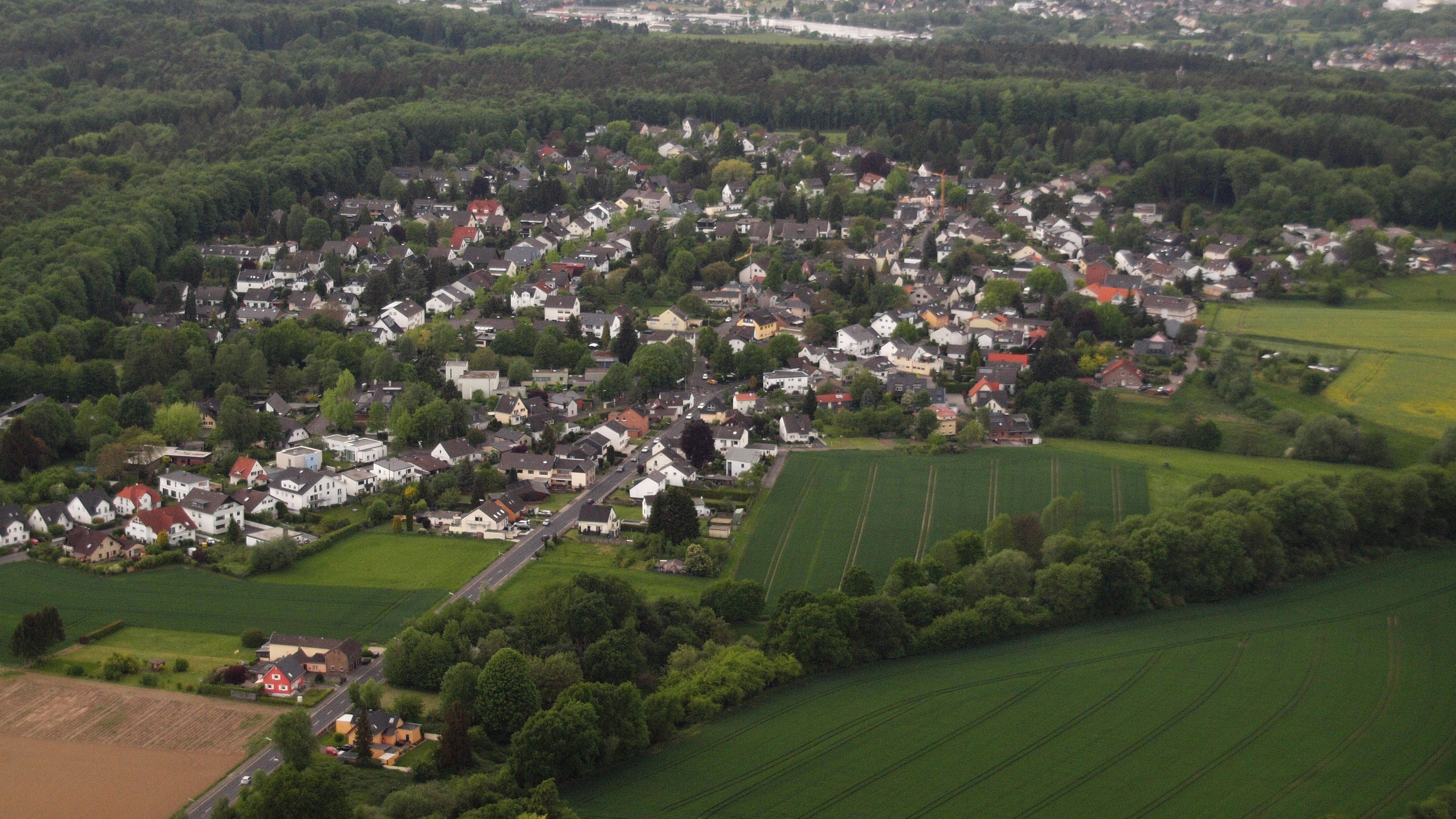
Holtorf, luchtfoto (2015)

Holtorf is een wijk in het zuidoosten van het stadsdistrict Beuel te Bonn.